# Giacomo Puosi
Giacomo Puosi (ur. 30 marca 1946 w Viareggio) – włoski lekkoatleta, sprinter, medalista mistrzostw Europy w 1971, dwukrotny olimpijczyk.
Specjalizował się w biegu na 400 metrów. Zwyciężył w sztafecie 4 × 400 metrów na igrzyskach śródziemnomorskich w 1967 w Tunisie (wraz z nim biegli w sztafecie Sergio Bello, Furio Fusi i Sergio Ottolina). Na igrzyskach olimpijskich w 1968 w Meksyku włoska sztafeta 4 × 400 metrów w składzie: Ottolina, Puosi, Fusi i Bello zajęła w finale 7. miejsce. Puosi zajął 5. miejsce tej konkurencji na mistrzostwach Europy w 1969 w Atenach.
Zdobył brązowy medal w sztafecie 4 × 400 metrów na mistrzostwach Europy w 1971 w Helsinkach (sztafeta włoska biegła w składzie: Lorenzo Cellerino, Puosi, Bello i Marcello Fiasconaro), a w biegu na 400 metrów odpadł w eliminacjach. Zwyciężył w sztafecie 4 × 400 metrów (w składzie: Bello, Cellerino, Daniele Giovanardi i Puosi) na igrzyskach śródziemnomorskich w 1971 w Izmirze, a w biegu na 400 metrów zdobył srebrny medal. Na igrzyskach olimpijskich w 1972 w Monachium włoska sztafeta 4 × 400 metrów w składzie: Giovanardi, Puosi, Cellerino i Bello odpadła w eliminacjach.
Puosi był mistrzem Włoch w biegu na 200 metrów, sztafecie 4 × 100 metrów i sztafecie 4 × 200 metrów w 1970 oraz w sztafecie 4 × 400 metrów w 1973.
Czterokrotnie poprawiał rekord Włoch w sztafecie 4 × 400 metrów do wyniku 3:04,1 osiągniętego 20 września 1969 w Atenach.